# Vriesea weberi
Vriesea weberi là một loài thuộc chi Vriesea. Đây là loài đặc hữu của Brasil.